# معادله ایرینگ
معادله ایرینگ یا معادله ایرینگ-پولانی (به انگلیسی: Eyring–Polanyi equation) یکی از مدل‌های ارتباط سرعت واکنش به دما در سینتیک شیمیایی است. برخلاف رابطهٔ آرنیوس که رابطه‌ای تجربی است، معادلهٔ ایرینگ ماهیت نیمه‌تجربی داشته و بر ترمودینامیک آماری مبتنی است.  به‌طور عمومی معادلهٔ ایرینگ به صورت زیر بیان می‌شود:
{\displaystyle \ k={\frac {k_{\mathrm {B} }T}{h}}\mathrm {e} ^{-{\frac {\Delta G^{\ddagger }}{RT}}}}
که در آن ‎ΔG‡‎ انرژی آزاد گیبس فعالسازی واکنش، kB ثابت بولتزمان، h ثابت پلانک، R ثابت جهانی گازها و T دمای مطلق است و k ثابت سرعت فرآیند است.